# Pogranični most Miljana na Sutli
Pogranični most Miljana na Sutli (slovenski: Mejni most Miljana) je most na rijeci Sutli, između općina Zagorska Sela u Hrvatskoj i Podčetrtek u Sloveniji.

## Povijest
Do travnja 2008. prometovalo se drvenim mostom, koji je tada zbog starosti zatvoren. Stari most je nakon zatvaranja konzerviran i zaštićen.
U siječnju 2012. počela je gradnja novog, današnjeg mosta kojeg su sufinancirale Hrvatska i Slovenija. Novi most prvobitno je trebao stajati 5,5 milijuna kuna za svaku stranu, ali je izgrađen za ukupno 2,5 milijuna kuna (bez PDV-a), uključujući i hrvatski i slovenski dio. Cijena izgradnje mosta s PDV-om je iznosila 3,1 milijun kuna.
11. srpnja 2012. most su otvorili hrvatski ministar pomorstva, prometa i infrastrukture, Siniša Hajdaš Dončić i slovenski ministar infrastrukture, Zvonko Černač.
Ulagač novca na hrvatskoj strani mosta bile su Hrvatske ceste, projekt je izradila i nadzirala tvrtka Aking iz Zagreba, a glavni izvođač radova bila je tvrtka Kuna-gora. Radove na slovenskoj strani izvela je tvrtka Ceste mostovi, a nadzor je provela tvrtka Slovenska cestna podjetja iz Ljubljane.